# Gianfranco Pappalardo Fiumara
Pour les articles homonymes, voir Pappalardo.
Gianfranco Pappalardo Fiumara (né le 2 juillet 1978 à Catane, en Sicile) est un pianiste italien, spécialisé dans les performances baroques, sous l'influence de Rosalyn Tureck.

## Biographie
Formé au conservatoire de Milan, Gianfranco Pappalardo s'est produit comme soliste au Carnegie Hall de New York en 2006 et 2011, à la Sala Verdi à Milan, au Teatro massimo Bellini à Catane, au Palazzo del Quirinale à Rome.
Il a joué des programmes monographiques consacrés à Bach en solo à la Chapelle du Bon Pasteur, à la basilique Notre-Dame de Montréal, à la salle Glenn Gould de Toronto, au North Cyprus Bellapais Festival de Nicosie et dans diverses parties du monde au Canada, en Europe, au Japon avec des orchestres comme l'orchestre symphonique de Sicile, l'orchestre du Teatro massimo Bellini de Catane et l'Orchestre philharmonique du Nouveau Monde à Montréal, l'orchestre philharmonique de l'Opéra de Bourgas, l'orchestre de chambre d'Ascoli Piceno, au Mexique avec l'Orchestre du gouvernement de l'État de Mexico.
Il est directeur artistique de l'Atelier international de musique de Catane, de L'Université Kore d'Enna  et de la Kermesse Etna in Scena de Zafferana Etnea. Il a enseigné au Conservatoire de Cagliari et de Milan et est actuellement professeur au Conservatoire de Palerme.
Il est l'auteur de publications historiques sur W. A. Mozart et ses relations avec la franc-maçonnerie et la théorie enseignement de la musique en particulier. Il a enregistré pour la RAI à Rome, et la Radio nationale du Québec.

## Discographie
- Petite Messe Solemnelle G. Rossini, 2006
- recital J.S.Bach, RAI Roma, 2006 - 2011[15]
- Vincenzo Bellini e Giuseppe Verdi arie da camera, Panastudio records, 2008
- J.S. Bach Goldberg Variations Bwv 988, Classic Voice, 2011

## Maîtres
- Vincenzo Balzani, pianiste,
- Bruno Canino, pianiste,
- Rosalyn Tureck, pianiste,
- Renè Gilbert, claveciniste,
- Katia Ricciarelli, soprano.

## En tournée avec
- Katia Ricciarelli,
- Michel Brousseau,
- Salvatore Accardo[16],
- Cecilia Gasdia,
- Marcello Abbado.

## Critique musicale
- Nini Ganguzza, La Sicilia,
- Sergio Sciacca, La Sicilia,
- Giuseppe Ardini, La Sicilia,
- Loris Maria Marchetti, La Stampa de Torin,
- Claude Gingras, La Presse,
- Alex Murray, La Presse,
- Marie Trudel, La Presse,
- J.D. Hixon, The New York Times.

## Honneurs
- Prix de Piano, compétition internationale de piano Neglia à Enna (1999)
- Prix de Piano, compétition Ibla Grand Prix, Raguse (2002)
- Honore le mérite artistique du Président de la République italienne (2012)